# Perpetual
Perpetual — девятый студийный альбом группы Kingdom Come. На этом альбоме лидер группы и автор всего репертуара, Ленни Вольф, выступил ещё как продюсер и мультиинструменталист, аналогично предыдущему альбому. Альбом поступил в продажу 30 августа 2004 года, выпускался в формате компакт-диска. Распространением занимались Frontiers Records и немецкая независимая компания Ulftone Music.

## Обзор
Запись альбома проходила в двух студиях: в американской What-A-View Recorders (Лос-Анджелес) и немецкой Blue Vision Studios, (Гамбург). Кроме вокала Ленни Вольф выполнил партии всех инструментов, за исключением некоторых гитарных соло. Их сыграл Эрик Фёрстер, сессионный гитарист, работавший с Lacrimosa, Therion и Darkseed. Сведение музыки было сделано на гамбургской студии Impulse, её владельцем Яном Питером Генкелем. За мастеринг, как и на прошлом альбоме, отвечал Эккехард Страус. На этот раз он был осуществлён на SMM Studios в Берлине.
Музыкальная пресса, специализирующаяся на данном направлении музыки, оценила Perpetual довольно высоко. Так обозреватель немецкого Rock Hard Тобиас Блюм поставил диску 8 баллов из 10 возможных и отметил, что музыка альбома «до последних тактов скрытого трека наполнена аутентичной меланхолией, которая проникает вам под кожу глубже, чем работа всей жизни многих готик-формаций». «Такие песни как „Time to Realign“ и неземной красоты „Silhouette Paintings“, — пишет Блюм, — гарантированно вызовут у вас мурашки по коже с первого раза».

## Треклист
Слова и музыка всех песен — Ленни Вольф.
| №   | Название               | Длительность |
| --- | ---------------------- | ------------ |
| 1.  | «Gotta Move Now»       | 5:22         |
| 2.  | «Hang ’Em High»        | 4:34         |
| 3.  | «Crown to Moscow»      | 5:53         |
| 4.  | «Time to Realign»      | 4:29         |
| 5.  | «Silhouette Paintings» | 4:58         |
| 6.  | «With the Sun in Mind» | 3:23         |
| 7.  | «King of Nothing»      | 6:05         |
| 8.  | «Borrowed Time»        | 3:39         |
| 9.  | «Connecting Pain»      | 4:17         |
| 10. | «Watch the Dragonfly»  | 5:14         |
| 11. | «Inhaling the Silence» | 4:48         |
| 12. | «Free Bird»            | 6:41         |

## Участники записи
Список участников записи и технического персонала приведен в соответствии данными буклета российского издания альбома:
- Ленни Вольф — автор, вокал, все инструменты, музыкальный продюсер, звукорежиссёр
- Эрик Фёрстер — гитарные соло

- Ян Питер Генкель — звукорежиссёр
- Эккехард Страус — мастеринг-инженер
- Йенс Боннке — концепция обложки